# Флаг Республики Гаити
Государственный флаг Республики Гаити принят 25 февраля 1986 года. Представляет собой двухцветное полотнище, состоящее из двух равновеликих горизонтальных полос. Голубая полоса размещена сверху, красная — снизу. В центре флага помещён герб Республики Гаити на белом квадрате: пальма, увенчанная шапкой свободы, под пальмой — боевые трофеи и девиз: «В единении — сила».
Красный и синий цвета полос флага восходят к цветам полос на флаге Франции. В данном случае они выступают в качестве символического воплощения союза мулатов и чернокожих. Фригийский колпак, водружённый на верхушку пальмы, трактуется как символ свободы.
Первый чисто гаитянский флаг был принят 18 мая 1803 года, в последний день Конгресса в Аркае, примерно в 80 километрах к северу от Порт-о-Пренса. Согласно гаитянским преданиям, новоназначенный революционный лидер Жан-Жак Дессалин создал флаг, взяв французский триколор и разрезав его саблей: вырезанную из полотнища белую центральную полосу он при этом выбросил, а затем попросил Катрин Флон, свою крестницу, сшить оставшиеся синюю и красную ленты. Синий цвет стал означать чернокожих граждан Гаити, а красный — мулатов (gens de couleur). Эта история широко известна на Гаити: годовщина соответствующей даты отмечается как День флага и университетов, а изображения Катрин Флон появились на гаитянских марках и валюте (гурдах).

## История флага
| Годы                          | Флаг | Отношение сторон | Правительство     |
| ----------------------------- | ---- | ---------------- | ----------------- |
| 18 мая 1803 — 1 января 1804   |      | 1:3              |                   |
| 1 января 1804 — 20 мая 1805   |      | 1:2              | Империя Гаити     |
| 20 мая 1805—1806              |      | 1:2              | Империя Гаити     |
| 1806—1849                     |      | 1:2              | Республика Гаити  |
| 1806—1811                     |      | 1:2              | Государство Гаити |
| 28 марта 1811—1820            |      | 1:1,5            | Королевство Гаити |
| 1849 — 15 января 1859         |      | 1:2              | Империя Гаити     |
| 15 января 1859 — 25 мая 1964  |      | 1:2              | Республика Гаити  |
| 25 мая 1964 — 17 февраля 1986 |      | 1:3              | Республика Гаити  |
| с 25 февраля 1986             |      | 1:2              | Республика Гаити  |